# Avrig
Avrig (pronunciat en romanès: [aˈvriɡ]; en alemany: Freck, en hongarès: Felek) és una ciutat del comtat de Sibiu, Transsilvània (Romania). Té una població de 12.815 habitants i els primers documents que acrediten la seva existència daten del 1346. Es va convertir oficialment en una ciutat el 1989, com a resultat del programa de sistematització rural romanès.

## Demografia
Segons el cens del 2011, el 95,6% dels habitants eren romanesos, el 2,1% hongaresos, l'1,5% gitanos i el 0,5% alemanys.

## Geografia
La ciutat administra quatre pobles: Bradu (Gierelsau ; Fenyőfalva), Glâmboaca (Hühnerbach ; Glimboka), Mârșa i Săcădate (Sekadaten ; Oltszakadát). Es troba a la regió històrica de Transsilvània.
Es troba a la riba esquerra del riu Olt (a la desembocadura del riu Avrig), a prop de les muntanyes Făgăraș, a uns 26 km de Sibiu a la carretera cap a Brașov. És el principal punt de partida de les rutes de senderisme a la part occidental de les muntanyes i també al punt d'accés a un gran nombre de xalets a la muntanya: Cabana Poiana Neamțului, Cabana Bârcaciu, Cabana Ghiocelul.

## Economia
Avrig SA Glass Factory, una empresa especialitzada en vidre bufat de calç, va començar els seus orígens a Avrig al segle xvii.
El poble de Mârșa és el lloc de la Mecànica Mârșa Works, que fabrica remolcs i vehicles militars.

## Turisme
L'objectiu més important de la ciutat és el palau d'estiu de Brukenthal construït el 1771, una residència d'estiu barroca del baró Samuel von Brukenthal, el governador de Transsilvània. També s'hi poden trobar dues antigues esglésies: l'església evangèlica, construïda al segle xiii i fortificada al segle XVI i l'església ortodoxa, construïda al segle xviii.
El poble de Bradu presenta una església fortificada atestada per primera vegada el 1315, amb l'última modificació important el 1804.

## Fills il·lustres
- Gheorghe Lazăr, fundador de la primera escola de llengua romanesa
- Vasile Stoica, diplomàtic

## Galeria d'imatges

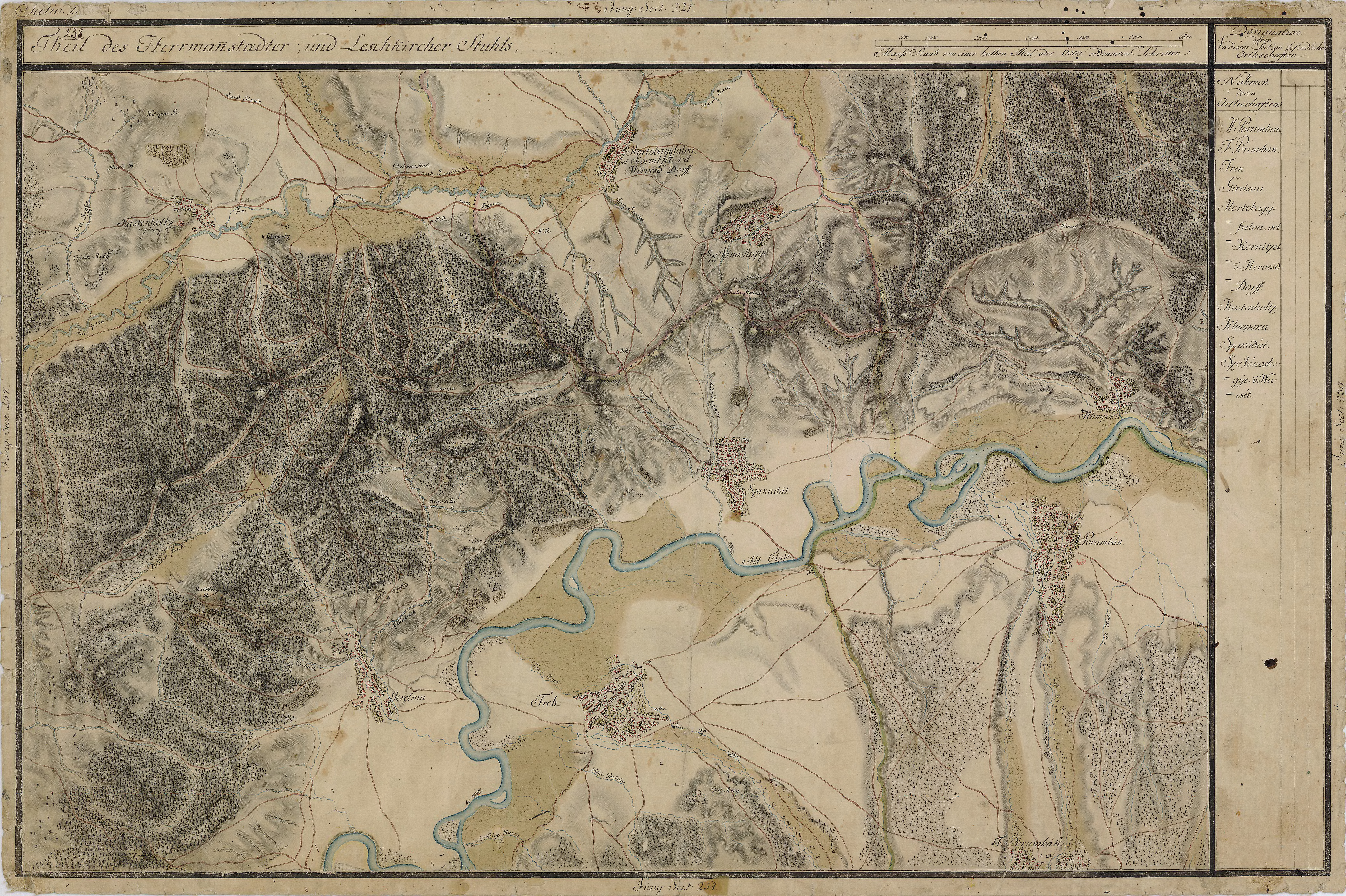
Avrig al Gran Ducat de Transsilvània, 1769-1773
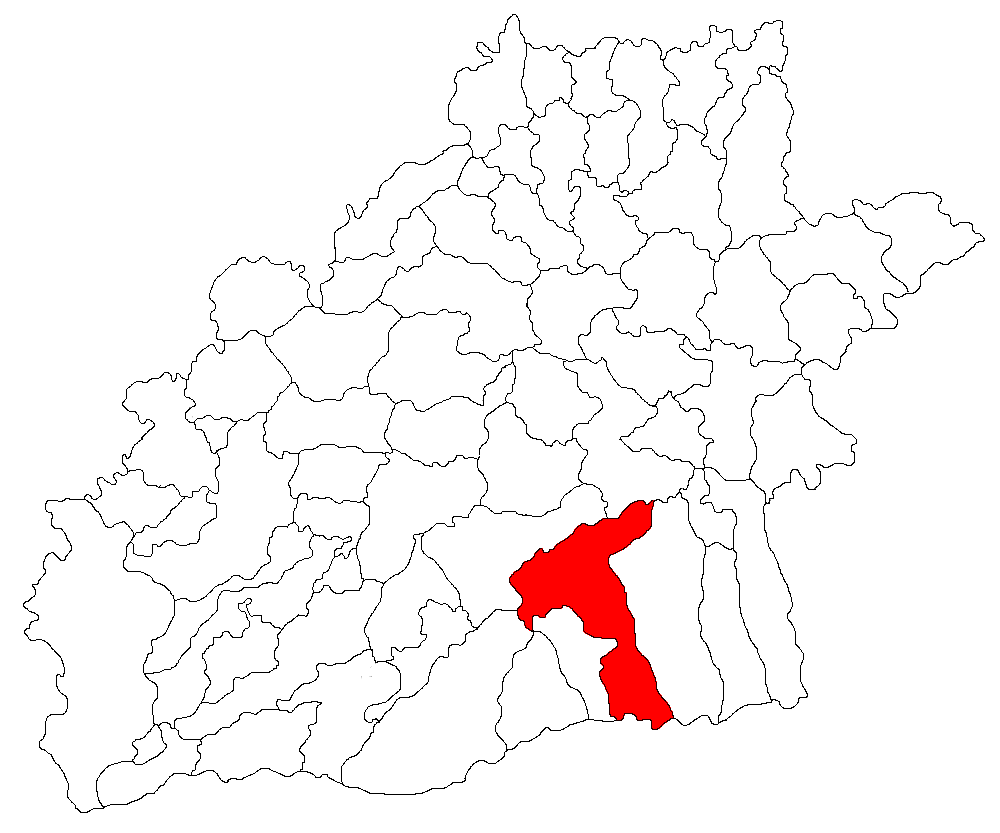
Avrig al comtat de Sibiu
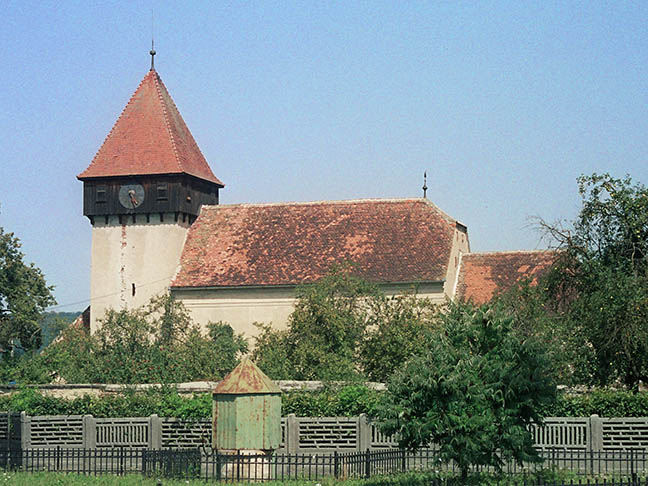
Església fortificada del poble de Bradu
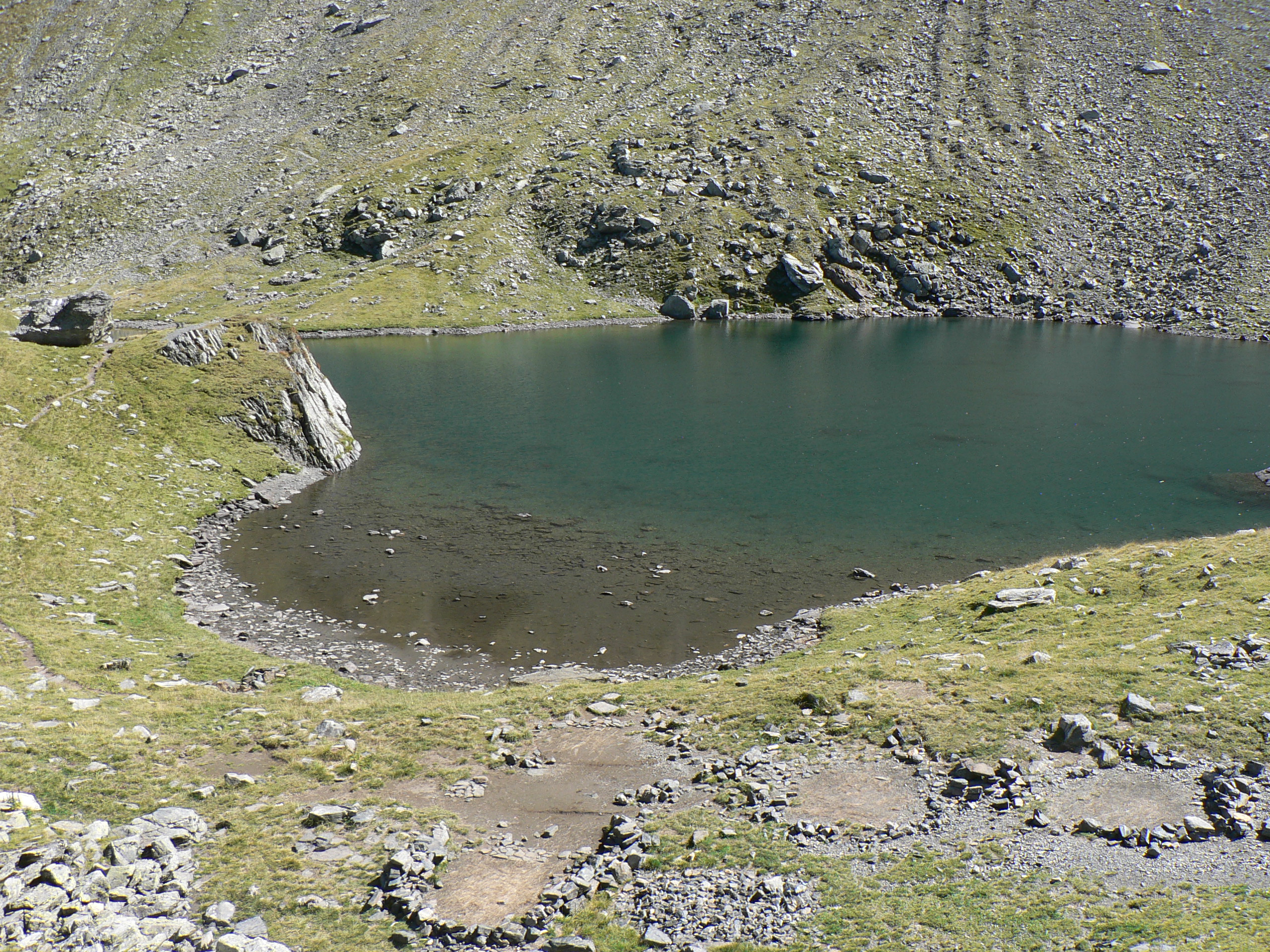
Llac Avrig
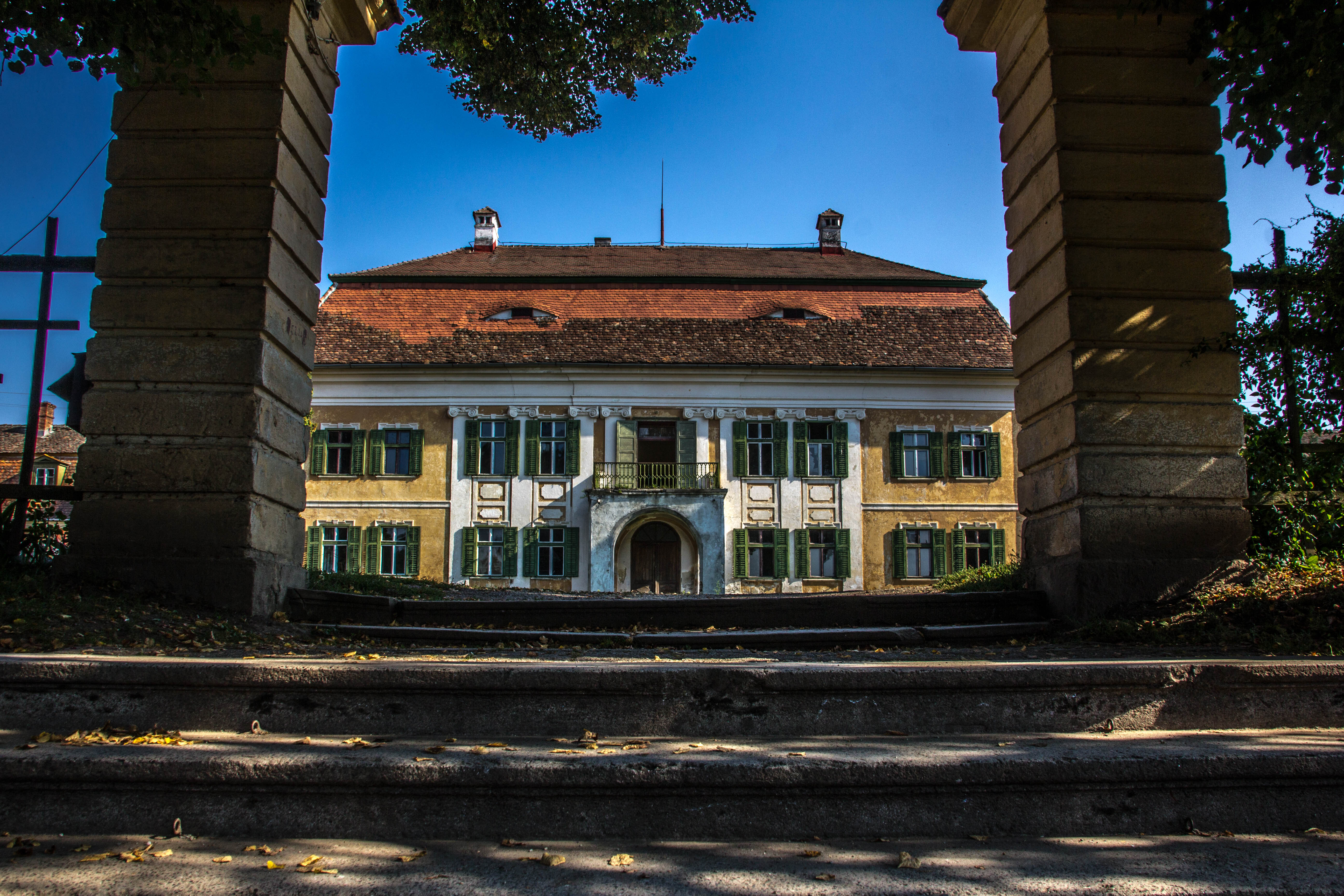
Palau d'Estiu de Brukenthal